# Miloš Petrović
Miloš Petrović (in serbo Милош Петровић?; Niš, 5 maggio 1990) è un calciatore serbo, difensore dell'Hebăr Pazardžik.

## Carriera
Il 16 luglio 2018 viene acquistato a titolo definitivo dalla squadra bulgara della Lokomotiv Plovdiv.

## Palmarès

### Club

#### Competizioni nazionali
- Prva Liga Srbija: 1

Radnički Niš: 2011-2012
- Coppa di Bulgaria: 2

Lokomotiv Plovdiv: 2018-2019, 2019-2020
- Supercoppa di Bulgaria: 1

Lokomotiv Plovdiv: 2020